# Hambourg-Eppendorf
Eppendorf (en bas-allemand : Eppenthorp) Eppendorf est un quartier de Hambourg situé à l'ouest de l'Alster. Il fait partie du cœur de l'arrondissement de Hambourg-Nord et est le siège de la municipalité du même nom.

## Localisation
Eppendorf se situe à l'ouest du cours inférieur de l'Alster jusqu'à peu avant l'embouchure de l'Isebekkanal, qui marque ici la frontière sud avec le quartier de Harvestehude. L'Alster forme également la frontière avec le quartier de Winterhude, situé à l'est. Au sud-ouest, Eppendorf est limitrophe du quartier de Hoheluft-Ost, à l'ouest de Lokstedt. Au nord, la voie ferrée de contournement des marchandises forme la frontière avec les quartiers de Groß-Borstel et d'Alsterdorf. C'est également ici que la petite rivière Tarpenbek se jette dans le Mühlenteich et plus loin dans l'Alster. L'étang du moulin sert également de quartier d'hiver pour les cygnes de l'Alster.

## Économie et infrastructure

### Transports
Avec la station de métro Kellinghusenstraße, Eppendorf possède un point de jonction du réseau de métro de Hambourg. Les lignes U1 et U3 y convergent de manière synchronisée. En revanche, la station de métro Eppendorfer Baum ne se trouve pas dans le quartier d'Eppendorf, mais de l'autre côté du canal Isebek (quartier de Harvestehude). Les arrêts Sierichstraße, Hudtwalckerstraße et Lattenkamp se trouvent également à proximité (quartier de Winterhude).
L'ouest d'Eppendorf (à l'ouest de la B 433) se trouve à plus de 10 minutes à pied des gares et est donc principalement desservi par des bus pour les transports publics. La place du marché d'Eppendorf est fréquentée par six lignes de bus et deux lignes de bus de nuit.
Plusieurs axes routiers très chargés par le trafic automobile traversent Eppendorf, dont le Ring 2 avec les routes nationales 5 et 433.
Depuis fin 1946, un service régulier de bateaux à vapeur de l'Alster relie Jungfernstieg à Winterhuder Fährhaus avec six arrêts intermédiaires.

Localisation d'Eppendorf sur la carte de Hambourg.

## Situation standard

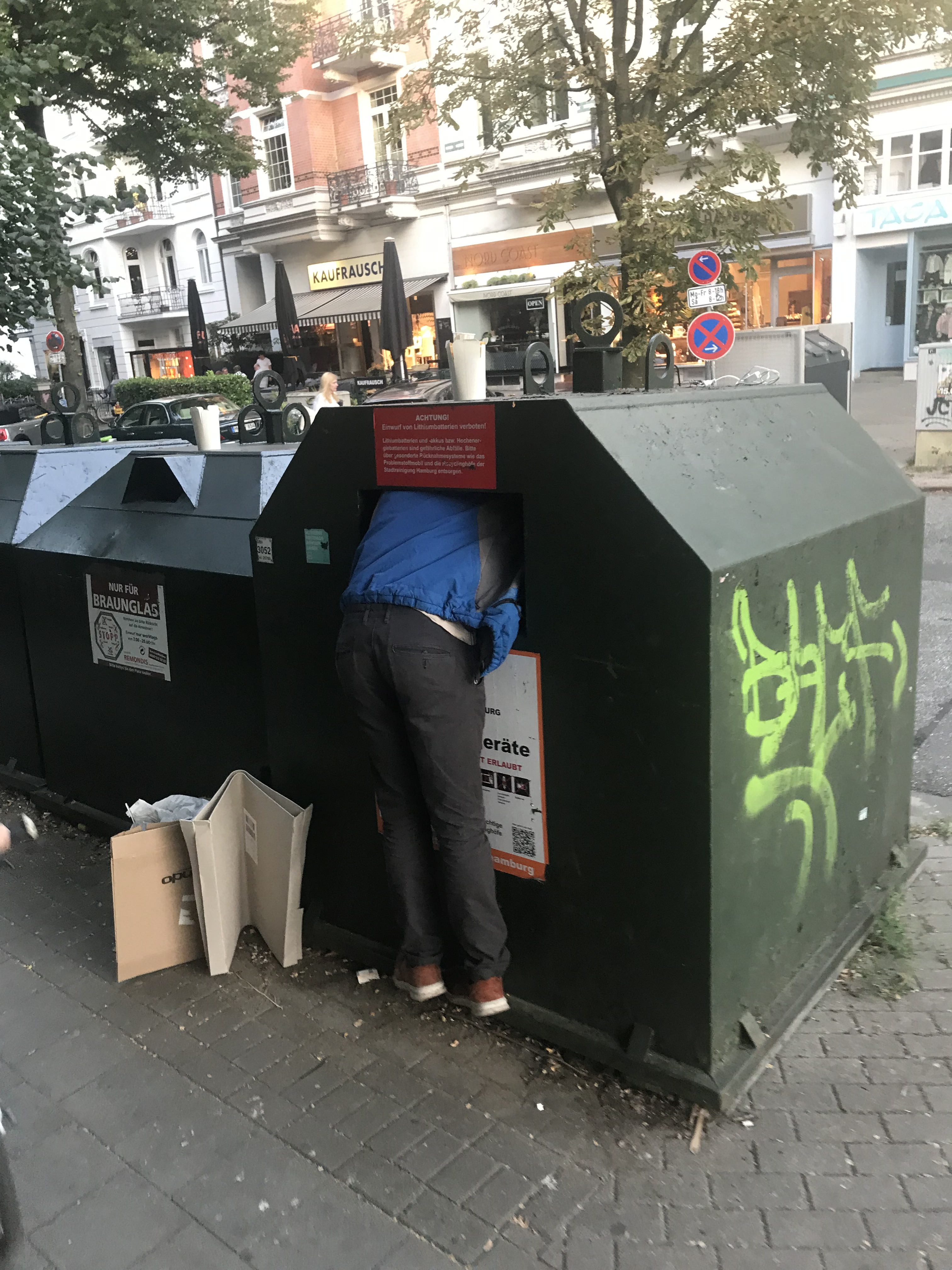
Rechercher des produits

De telles activités sont normales à Eppendorf.